# Laikom
Laikom  est un village du Cameroun situé dans le département du Boyo et la Région du Nord-Ouest, à proximité de la frontière avec le Nigeria. Il fait partie de la commune de Fundong.

## Population
Lors du recensement de 2005, 1 163 habitants y ont été dénombrés.